# Bartolomeo Giuliari
Bartolomeo Giuliari (1761 – 1842) è stato un architetto italiano che dominò, insieme a Luigi Trezza, la scena architettonica veronese del suo periodo.

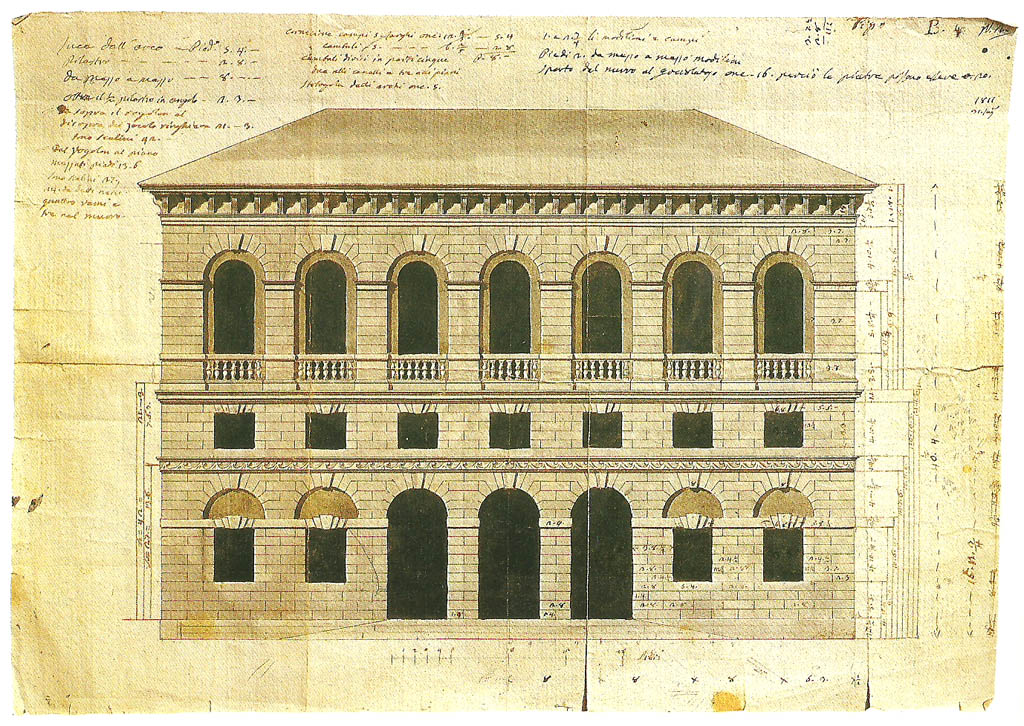
Progetto per il palazzo comunale di Monteforte d'Alpone di Bartolomeo Giuliari

Nipote di Ignazio Pellegrini, si formò a Milano sotto la guida di Marcellino Segrè e Giuseppe Piermarini.
L'architetto ebbe ben presto occasione di fare numerose esperienze che gli procurarono una certa notorietà nell'ambiente.
A Verona, grazie al prestigio culturale e politico di cui godeva, fu eletto membro della Commissione d'Ornato e nel 1808 presentò un progetto di un cimitero da edificarsi fuori da porta San Giorgio in rispetto delle leggi napoleoniche.
Il progetto che lo occupò di più in quegli anni fu però quello di trasformare in sede di Regio Liceo l'antico complesso di Santa Anastasia, a cui collaborò anche Gaetano Pinali.
Tra il 1810 e il 1811 si dedicò ad alcuni progetti per la chiesa parrocchiale e il palazzo comunale di Monteforte d'Alpone.